# アーノルドの舌

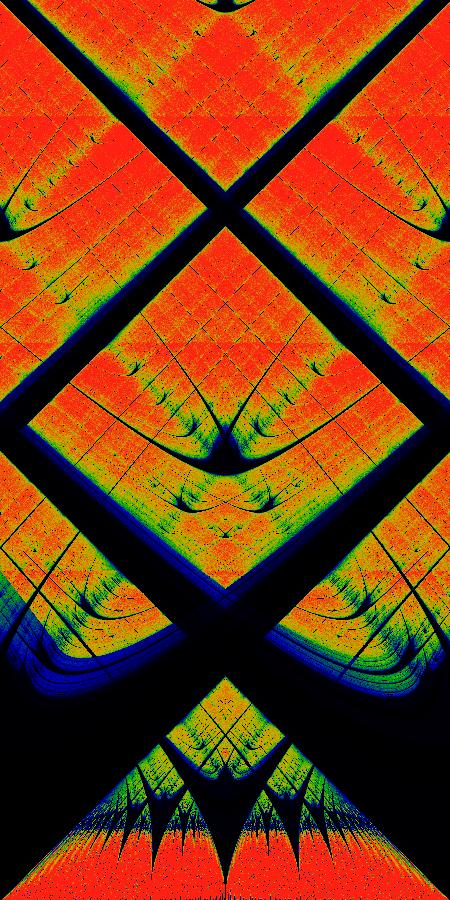
モード同期された領域を示す円周写像。黒い部分がアーノルドの舌。Ω は x-軸に沿って 0 から 1 に変化し、K は底から頂上に向かって 0 から 4π に変化する。

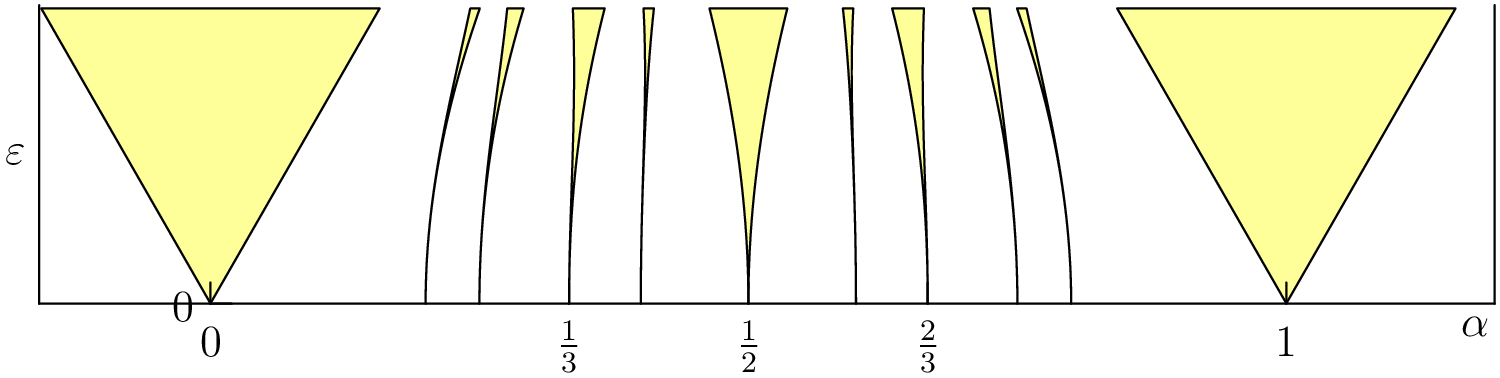
標準的な円周写像に対するアーノルドの舌

K は定数 K = 1 として固定したときの、Ω の函数としての回転数

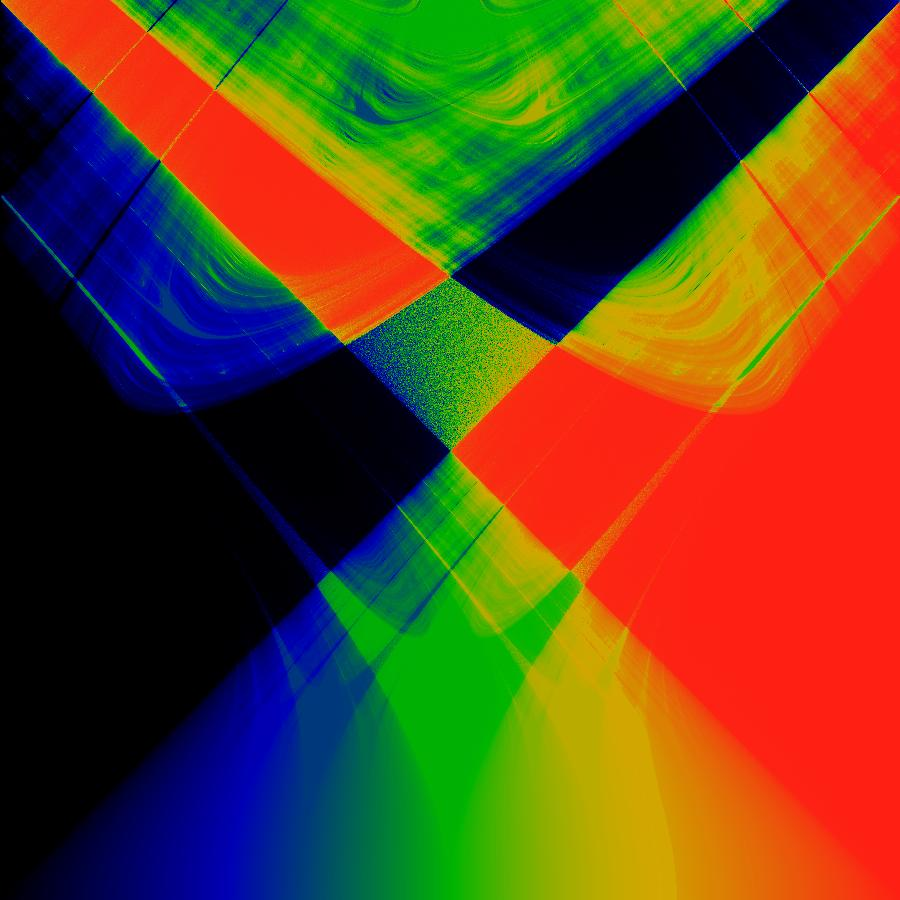
回転数。黒は 0、緑は 1/2、赤は 1 に対応する。Ω は x-軸に沿って 0 から 1 に変化し、K は底から頂上に向かって 0 から 2π に変化する。

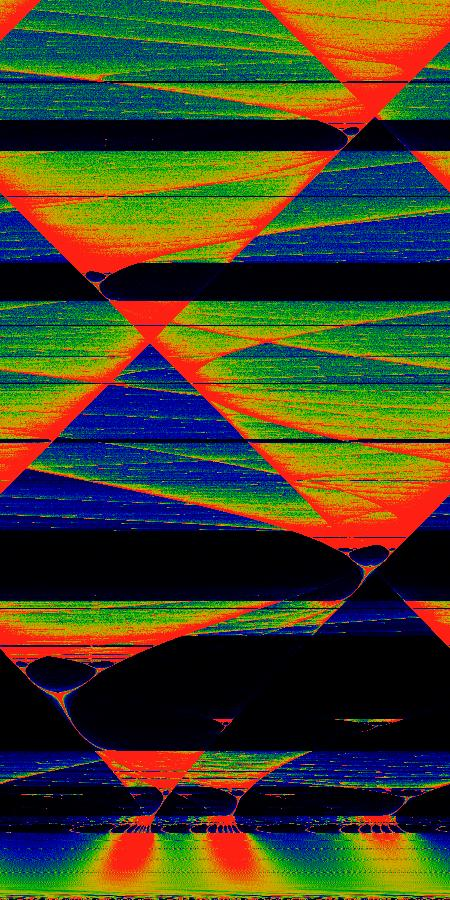
1/3 に固定された Ω に対し、底から頂上に向かって 0 から 4π に変化する K に対する分岐図。黒い領域がアーノルドの舌。

数学の、特に力学系理論において、ある円周写像の有限パラメータ族のアーノルドの舌（アーノルドのした、英: Arnold tongue）とは、パラメータ空間内でその写像が局所的に一定な有理回転数を持つ領域のことを言う。ウラジーミル・アーノルドの名にちなむ。言い換えると、回転数の等位集合でその内部が空でないもののことを言う。

## 標準円周写像
アーノルドの舌は、アンドレイ・コルモゴロフによって初めて定義された円周上の力学系の族に対して初めて調べられた。コルモゴロフはその族を、被動機械ローター（特に、バネによってモーターに弱い力で結びつけられる自由回転ホイール）の簡単なモデルとして提唱していた。またその円周写像の方程式は、電子工学における位相同期回路の簡単なモデルでもあった。その写像は、駆動周波数と同期（電子回路の言葉で、位相同期あるいはモード同期）されるパラメータのある領域を示すものであった。他にも応用はあるが、例えば円周写像は心臓の鼓動の力学的挙動を研究する上で用いられている。
そのような円周写像は、次の写像の反復で与えられる：
{\displaystyle \theta _{n+1}=\theta _{n}+\Omega -{\frac {K}{2\pi }}\sin(2\pi \theta _{n}).}
ここで {\displaystyle \theta } は、値が 0 と 1 の間にある極角として解釈される。
この写像は、組合せ強度 K と駆動位相 Ω という二つの媒介変数を持つ。位相同期回路のモデルに対して、Ω は駆動周波数として解釈されることもある。K = 0 かつ Ω が無理数であるなら、写像は無理回転となる。

## モード同期
K の値が小さいあるいは中程度（すなわち、K = 0 からおよそ K = 1 の範囲）で、Ω が特定の値である場合、上述の写像はモード同期（mode locking）あるいは位相同期（phase locking）と呼ばれる現象を示す。位相同期された領域において、値 {\displaystyle \theta _{n}} は n の有理数倍として本質的に前進する。しかし小さなスケールではカオス的に振る舞うこともある。
モード同期された領域における極限挙動は、次の回転数で与えられる。
{\displaystyle \omega =\lim _{n\to \infty }{\frac {\sum _{1}^{n}\theta _{n}}{n}}.}
これはまたしばしば、写像回転数とも呼ばれる。
位相同期領域あるいはアーノルドの舌は、上の二番目の図における黄色の部分である。そのようなそれぞれの V-形の領域は、{\displaystyle K\to 0} の極限においてある有理数値 {\displaystyle \Omega =p/q} に触れる。そのような領域の一つにおける (K,Ω) の値は、すべて回転数が {\displaystyle \omega =p/q} になるような動きに結びつく。例えば、図の底の中心にある大きな V-形領域における (K,Ω) のすべての値は、回転数 {\displaystyle \omega =1/2} に対応する。「同期」という語が用いられる一つの理由として、各値 {\displaystyle \theta _{n}} が（与えられた K の値に対して、舌の幅の違いを除いて）ランダムに大きな妨害によって摂動され得るが、極限の回転数は摂動されないという事実が挙げられる。すなわち、{\displaystyle \theta _{n}} に対して効果のあるノイズが加えられても、その列は信号に対して「同期」状態を保つ。ノイズが存在する中で「同期」する能力は、位相同期ループ電子回路の有用性の中で中心的なものである。
すべての有理数 {\displaystyle p/q} に対して、モード同期領域が存在する。円周写像はしばしば、K = 0 において測度ゼロの集合である有理数を、{\displaystyle K\neq 0} に対して測度が非ゼロな集合へ写すと言われる。サイズによって順序付けられたときに最大であるような舌は、ファレイ分数において生じる。固定された K と、その写像を通る切断面を取ったとき、ω は Ω の函数としてプロットされ、悪魔の階段（devil's staircase）が与えられる。その形状は本質的にカントール函数と似たものである。
円周写像はまた、カオスへ繋がる劣調和ルートを示す。すなわち、3,6,12,24,…. の形状の周期倍化である。

## チリコフ標準写像
チリコフ標準写像は、次のように記述される似た漸化式を持つことで円周写像と関連付けられる。
{\displaystyle \theta _{n+1}=\theta _{n}+p_{n}+{\frac {K}{2\pi }}\sin(2\pi \theta _{n})}
{\displaystyle p_{n+1}=\theta _{n+1}-\theta _{n}.}
これらはいずれも 1 を法として反復される。本質的に、標準写像は、円周写像にあるために固定されるよりも力学的に変動するようなモーメント {\displaystyle p_{n}} を導く。標準写像は物理学において、撃力回転子ハミルトニアンとして研究される。